# Synarmadillo lubilensis
Synarmadillo lubilensis är en kräftdjursart som beskrevs av Van Name 1920. Synarmadillo lubilensis ingår i släktet Synarmadillo och familjen Armadillidae. Inga underarter finns listade i Catalogue of Life.